# Ville Intra-Muros (Saint-Malo)

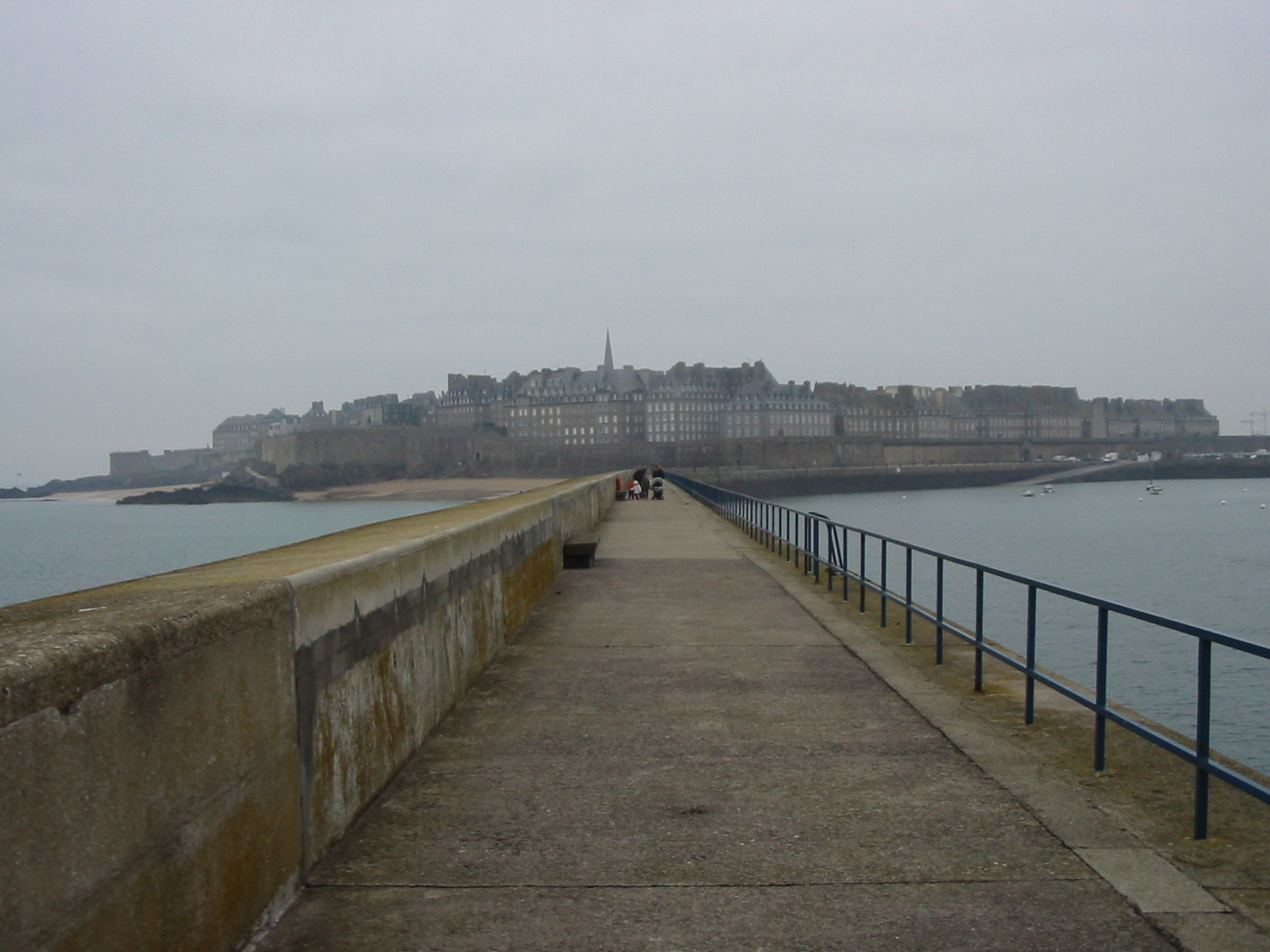
Zicht op de ommuurde stad

Intra-Muros - (Binnen de muren, vandaar ook Ville Close, gesloten stad genoemd), is het oude (en volgens velen het mooiste) gedeelte van de stad Saint-Malo in Bretagne, Frankrijk.

## Beschrijving
Wat de oppervlakte betreft, zijn de Intra-Muros kleiner dan de Tuilerieën (tuinen) te Parijs. De ommuring heeft een omtrek van zo'n 1,8 km. Naast de toren Quic-en-Groinge, bevindt zich de Porte Saint-Thomas. Daardoorheen komt men bij het strand l'Eventoil en verder bij het Fort National. Bij deze poort wordt in de regel de rondwandeling op de "Remparts" (ommuring) begonnen. De wallen, die de gehele stad nog omgeven, gaan in hun kern terug op middeleeuwse bouwsels (12e en 14e eeuw), maar werden echter vooral in de eerste helft van de 18e eeuw door een leerling van de vestingbouwer Vauban vernieuwd (het gedeelte tussen het Fort de la Reine en de Tour Bidouane werd in het midden van de 19e eeuw vernieuwd).

### Geschiedenis
Tijdens de Honderdjarige Oorlog zou er aan de toren van Quic-en Groinge, volgens de legende en de overleving, een wonder gebeurd zijn. Voor Saint-Malo belegerden de Engelse troepen de stad die ze maar niet konden innemen. De Engelsen besloten met een list in de stad te komen, door ver vanaf de muren en uit het zicht van de Fransen, een tunnel te graven onderdoor het strand. Ze groeven hun tunnel en verstevigden die met houten balken en planken. Zodoende kwamen ze onder de vestingmuren van de toren. Boven de poort, in een nis staat de Maagd Maria. In haar linkerarm draagt ze Jezus, en haar rechterarm wees iets omhoog. De bevolking van Saint-Malo, die de Engelse invasie vreesden, baden om hulp. Iemand merkte op dat de rechterhand en wijsvinger van het Mariabeeld naar beneden wees. De inwoners zagen dit als een wonder en een teken uit de hemel. Meteen stonden de Franse soldeniers klaar voor de poort toen de grond plots wegzakte en de tunnel met de verbaasde Engelsen, open lag. Meteen werden de Engelse soldaten in de pan gehakt en de tunnel met kokende olie volgegooid en de put gedicht. Daarna gaven de Engelsen het beleg voor Saint-Malo op.

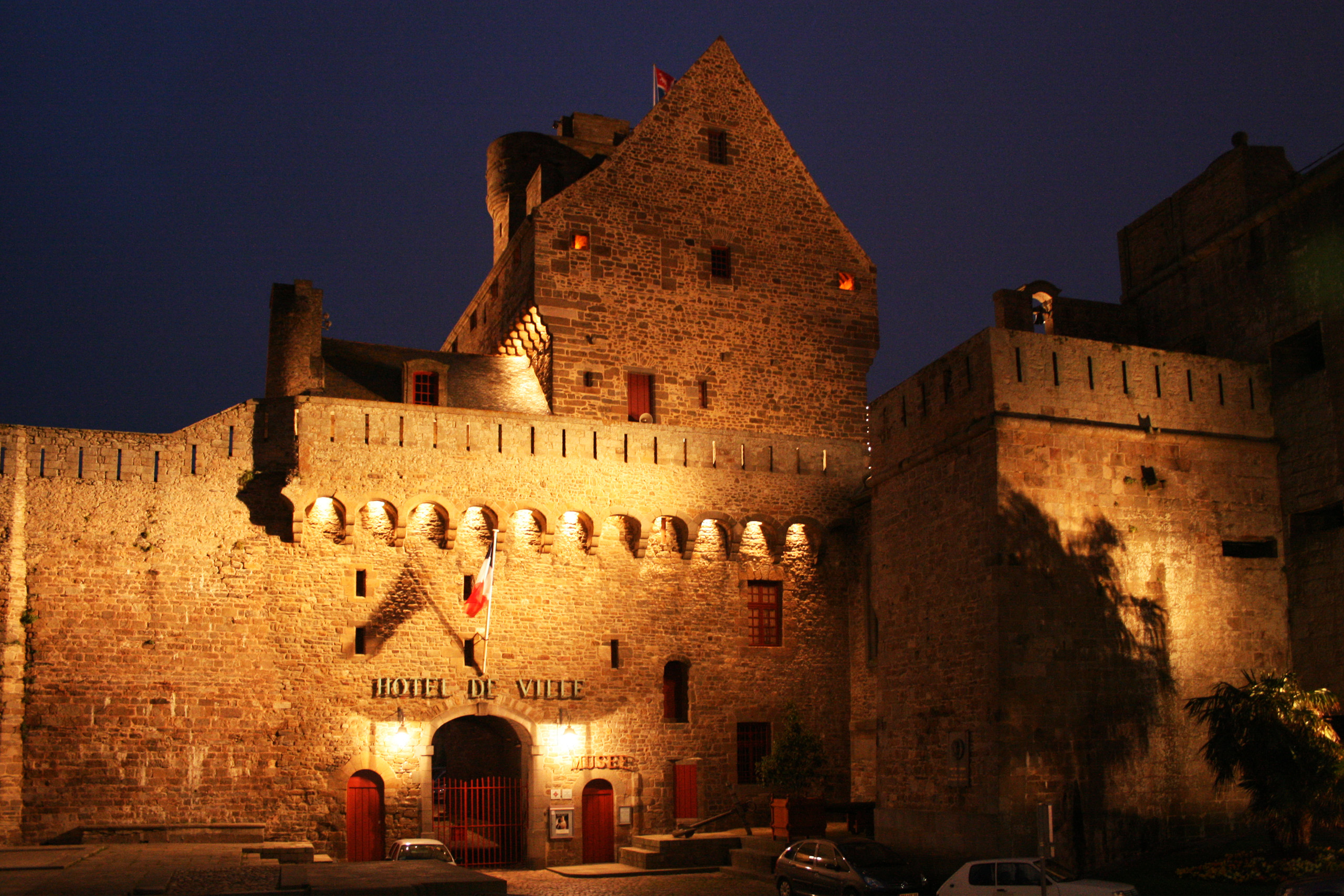
Het kasteel van Saint-Malo in de Ville Close dat vandaag de dag dienstdoet als gemeentehuis.

### Omwalling
Over de omwalling gaat rondom de stad een weergang, van waaruit men vergezichten op zee en op de stad heeft. Bij alle punten leiden trappen naar de weergang. Als men de rondwandeling begint, dan gaat men eerst langs de Place Vauban waar een aquarium in de omwalling is ondergebracht. Er zijn ook verscheidene musea te bezoeken: o.a. het Musée de la Ville, Maison de Verre (Glashuis) en het Maritiem Museum waar men voorwerpen kan bewonderen uit de kaapvaart en vooral persoonlijkheden en schilderijen van de beroemdste kaper van Saint-Malo, Robert Surcouf. Op de omwalling staat tevens zijn standbeeld naar zee gericht. Eveneens op de 'remparts' staan de standbeelden van de ontdekkingsreiziger uit Saint-Malo Jacques Cartier (1491-1557), die Canada ontdekte, en van René Duguay-Trouin (1673-1736), luitenant-generaal van de Marine onder koning Lodewijk XIV.